# Oldsmobile Silhouette
Silhouette je bio veliki jednovolumen, kojeg je od 1989. do 2004. godine u dvije generacije prodavala američka General Motorsova marka Oldsmobile.
Prva generacija neobičnog dizajna na tržištu se pojavila u jesen 1989., a izgled i platformu dijelila je s istodobno predstavljenim koncernovim minivanovima Chevrolet Lumina APV i Pontiac Trans Sport. 
Pontiac Trans Sport se prodavao i u Europi zbog čega se ponekad može vidjeti i na našim cestama, a od 1994. europski se model i dalje zvao Pontiac Trans Sport, ali je izgled dijelio upravo s Oldsmobileom Silhouette, te je jedini Pontiacov detalj bila njegova značka.
Prvi motor kojim su se opremala sva tri modela bio je relativno velik, ali i slabašan 3.1-litreni V6 sa snagom od jedva 120 KS, koja naravno nije bila u mogućnosti u potpunosti se nositi s njihovom masom i kapacitetom. Već 1992. zbog toga je u ponudu, iako samo kao opcija, uključen 3.8-litreni V6 sa 170 KS, koji je donekle poboljšao performanse. Oba motora ugrađivala su se do 1995.
Brojne negativne kritike bile su pripisane avantgardnom dizajnu, a razne primjedbe stizale su i od strane potencijalnih kupaca, automobilističkih medija, a čak i od konkurenta Chryslera u njegovim podrugljivim reklamama. U odgovoru na to, GM je 1994. značajnije promijenio izgled prednjih svjetala na modelima Lumina APV i Trans Sport, dok su Silhouetteova svjetla zadržala prijašnji oblik, a model je dobio samo sitnije izmjene, poput većih prednjih žmigavaca u kojima su bila integrirana za američko tržište obavezna bočna pozicijska svjetla.
Oldsmobile Silhouette je prilikom predstavljanja igrao ulogu GM-ovog luksuznog minivana i uz Chryslerov model Town & Country (kod nas Voyager) na tržištu bio jedino takvo vozilo koje je pružalo mogućnost narudžbe kožom presvučenih sjedala, a u filmu Uhvatite maloga (Get Shorty) snimljenom 1995. opisivalo ga se kao "Cadillaca među minivanovima".
Druga generacija više uobičajenog dizajna prodavala se od 1997. do 2004., a izgled i platformu je dijelila s modelima Chevrolet Venture, Opel Sintra i Pontiac Montana. Opremala se isključivo 3.4-litrenim V6 motorom, koji je u posljednjoj godini proizvodnje prve generacije zamijenio stare motore i u početku razvijao 180, a kasnije 185 KS. Ta generacija se proizvodila u neizmijenjenom obliku sve do 2004., kada je GM odlučio ugasiti marku Oldsmobile.